# Gymnothorax

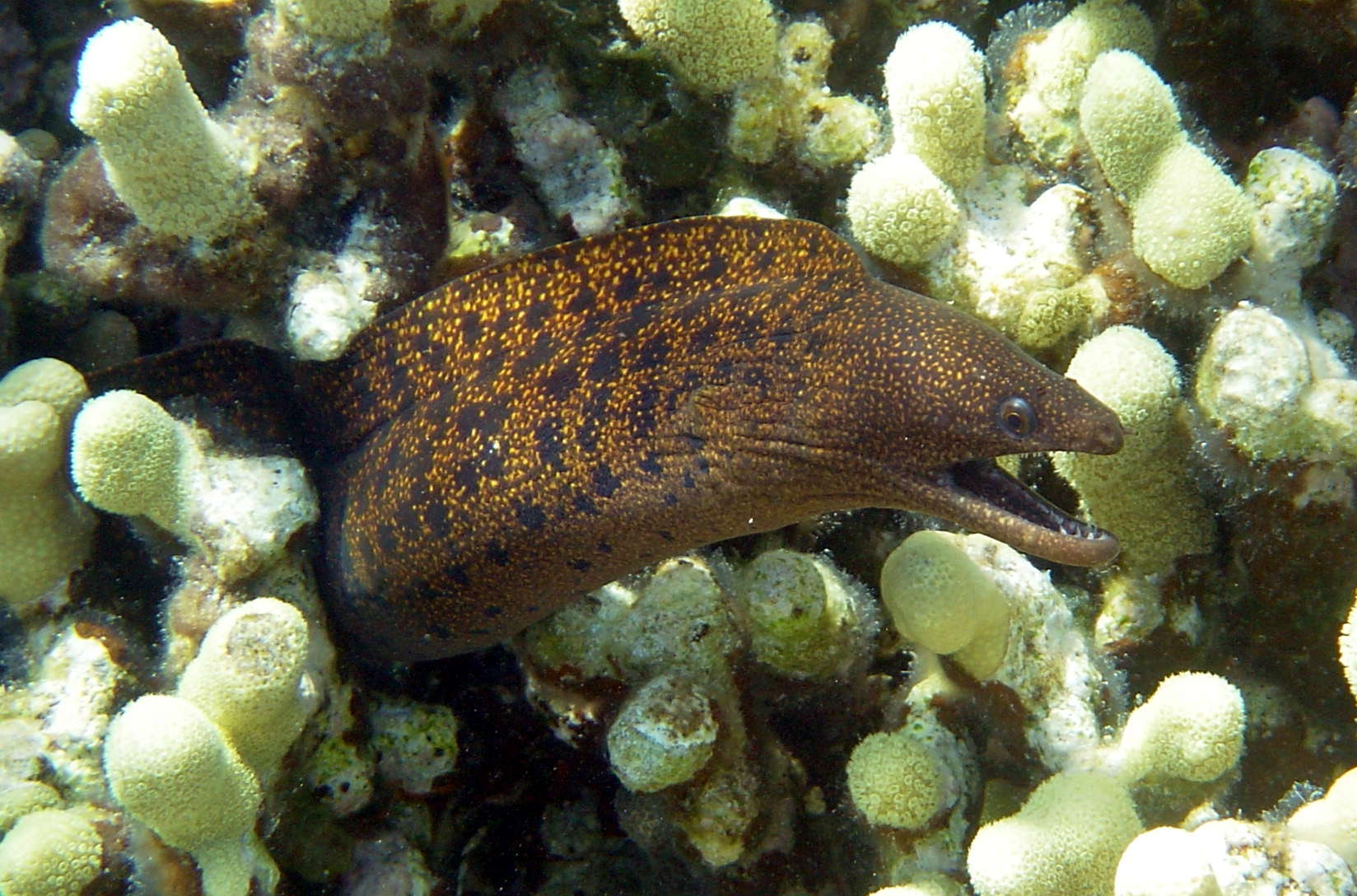
Gymnothorax eurostus

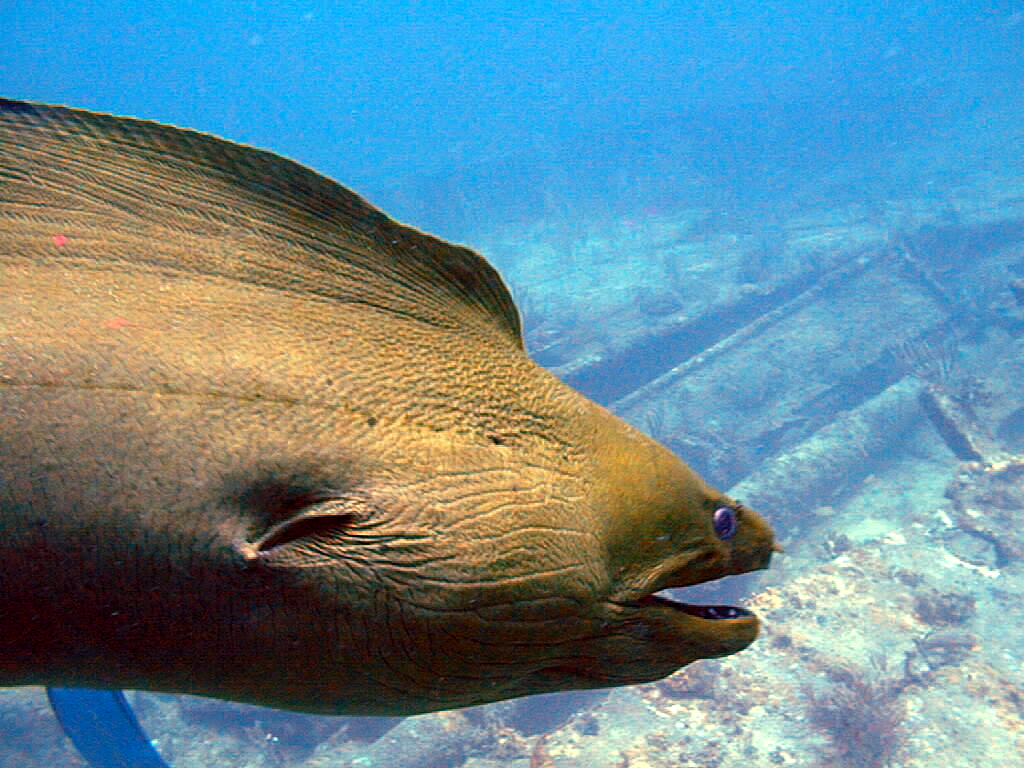
Zöld muréna (Gymnothorax funebris)

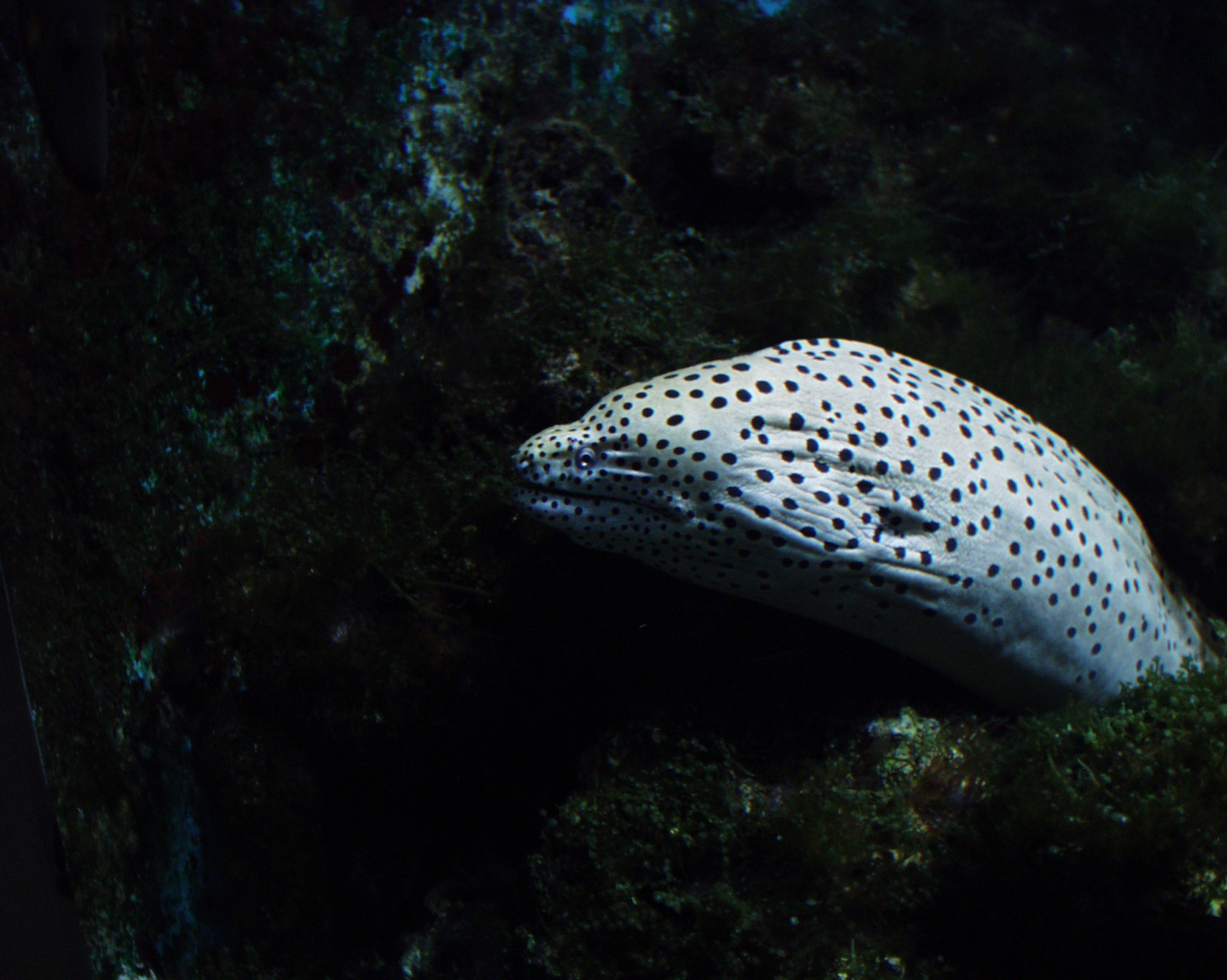
Gymnothorax isingteena

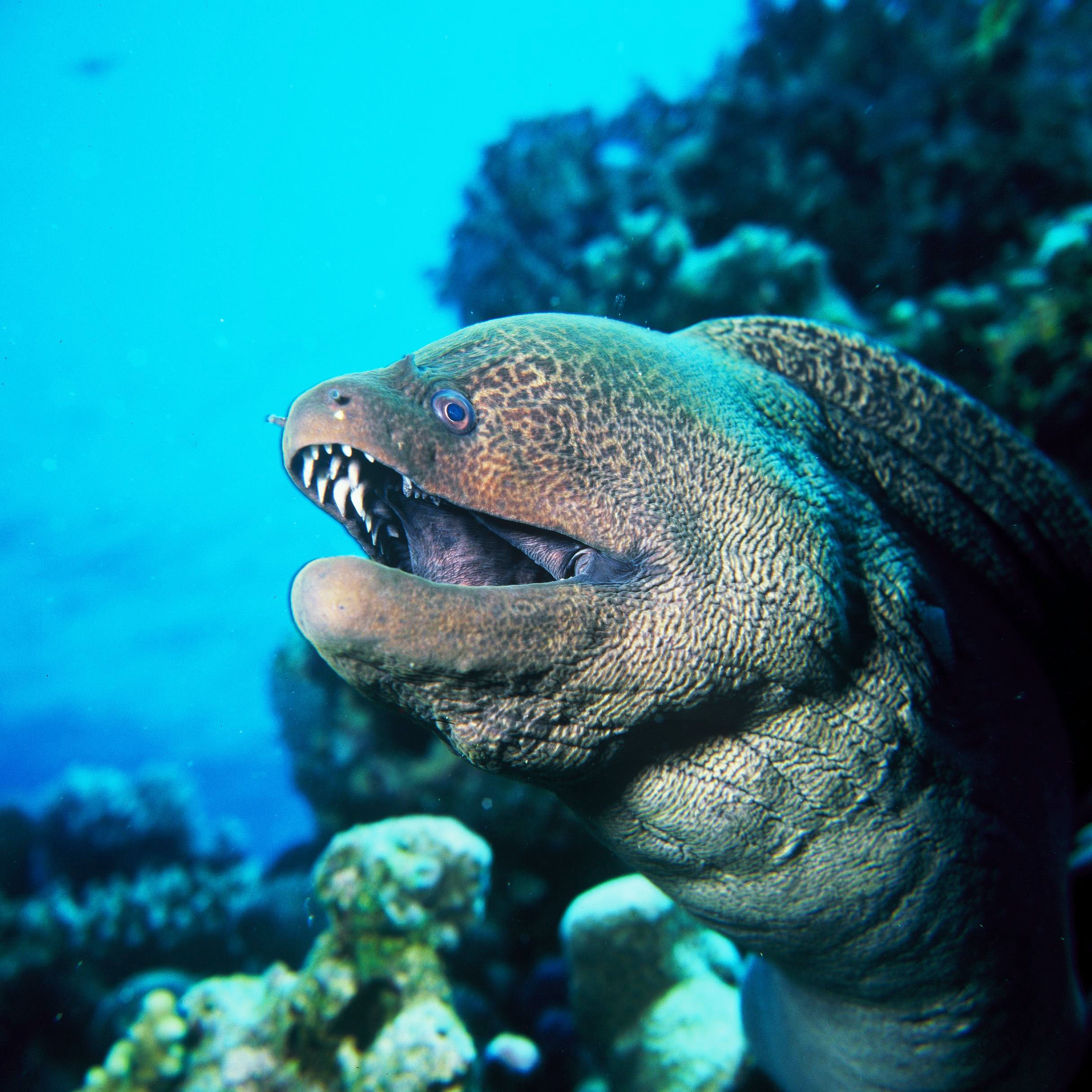
Jávai szirti muréna (Gymnothorax javanicus)

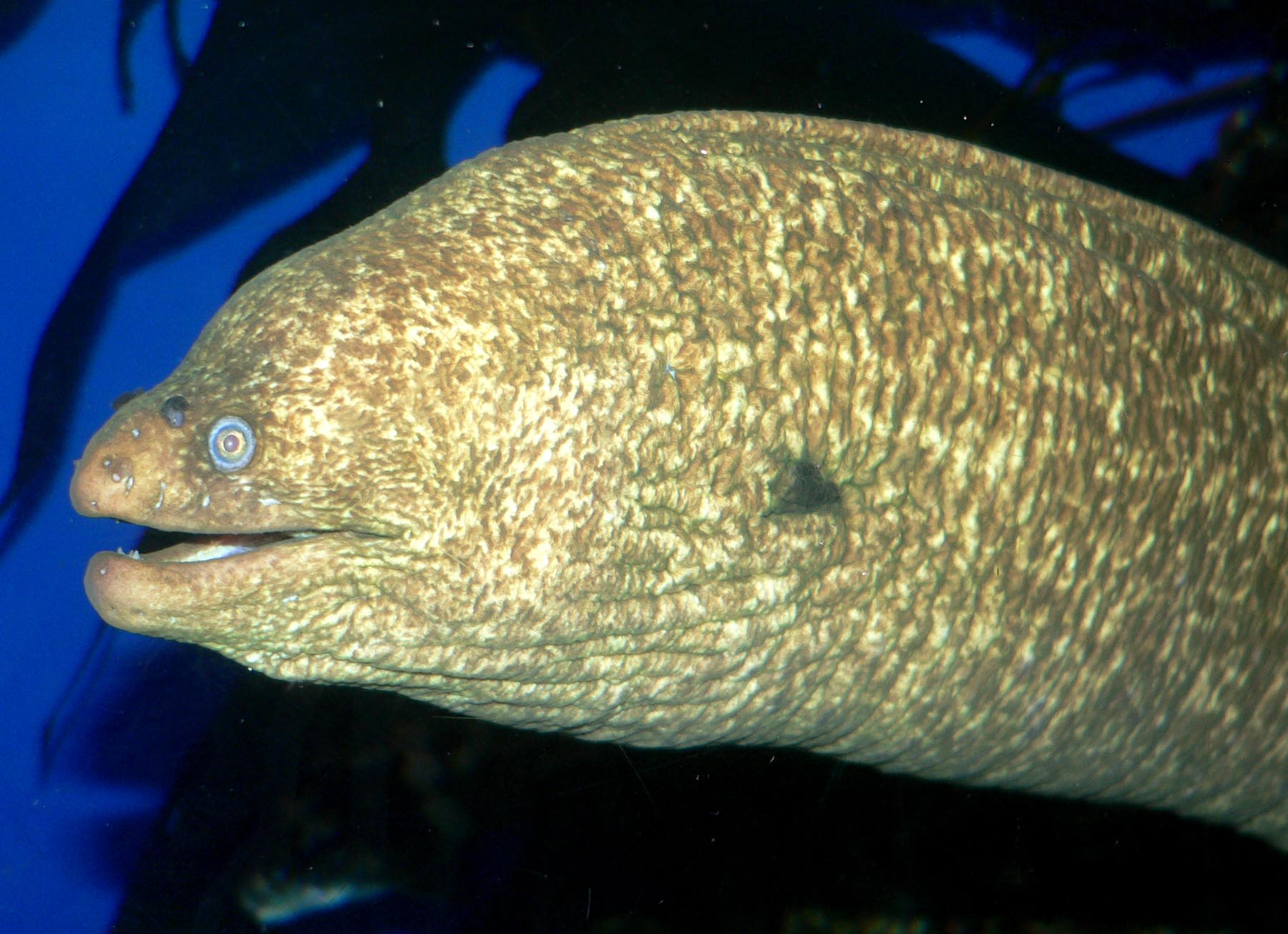
Gymnothorax mordax

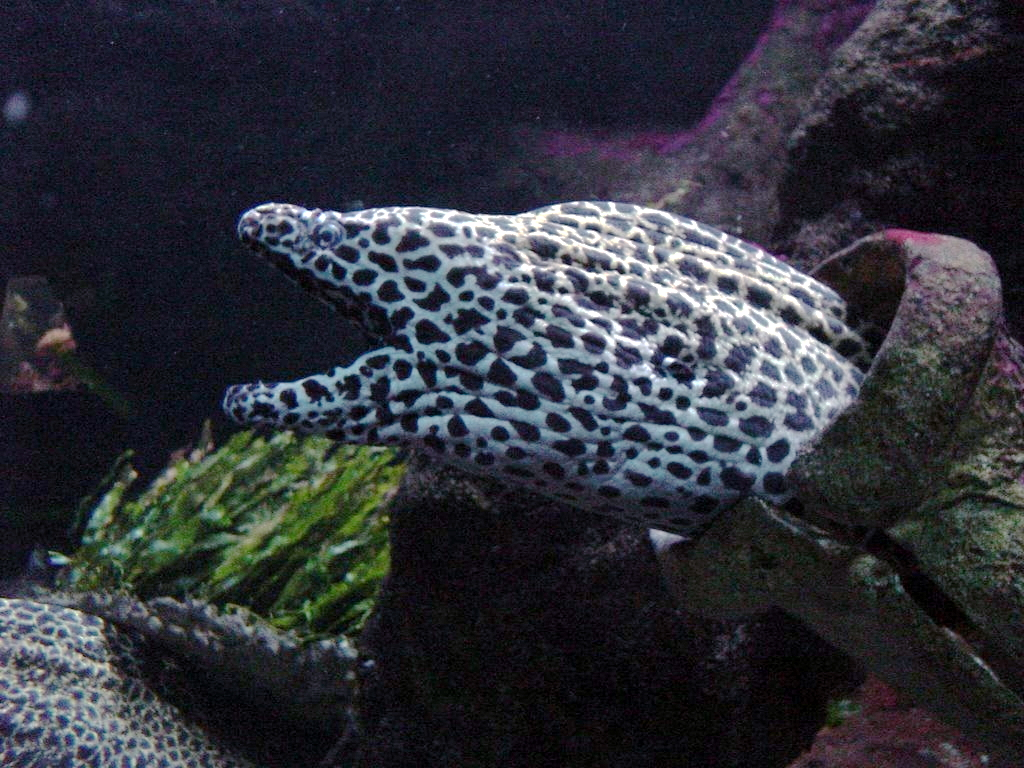
Gymnothorax moringa

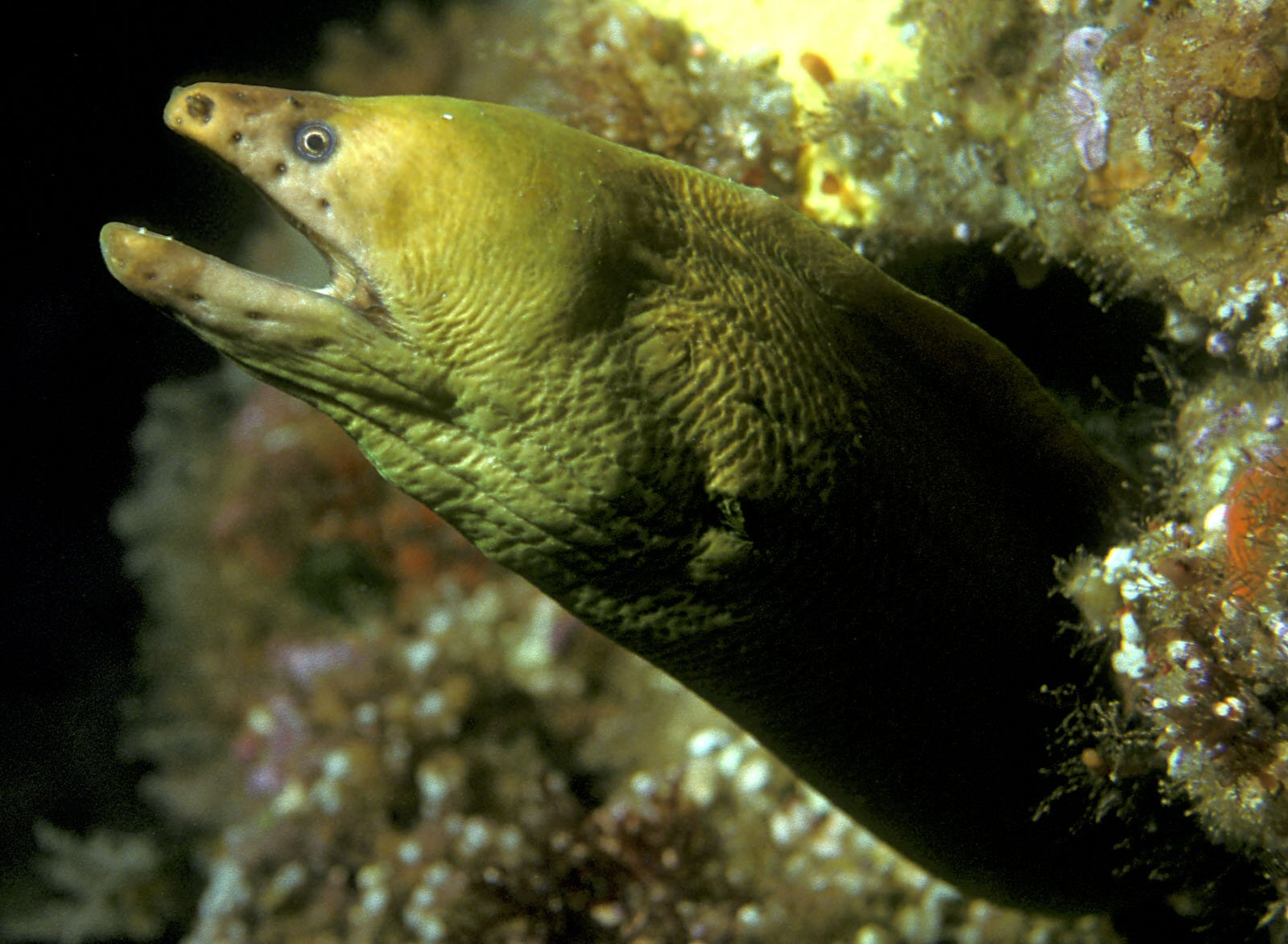
Gymnothorax prasinus

A Gymnothorax a sugarasúszójú halak (Actinopterygii) osztályának angolnaalakúak (Anguilliformes) rendjébe, ezen belül a murénafélék (Muraenidae) családjába és a Muraeninae alcsaládjába tartozó nem.

## Rendszerezésük
A nembe az alábbi 124 faj tartozik:
- Gymnothorax afer Bloch, 1795
- Gymnothorax albimarginatus (Temminck & Schlegel, 1846)
- Gymnothorax angusticauda (Weber & de Beaufort, 1916)
- Gymnothorax angusticeps (Hildebrand & Barton, 1949)
- Gymnothorax annasona Whitley, 1937
- Gymnothorax annulatus Smith & Böhlke, 1997
- Gymnothorax atolli (Pietschmann, 1935)
- Gymnothorax australicola Lavenberg, 1992
- Gymnothorax austrinus Böhlke & McCosker, 2001
- Gymnothorax bacalladoi Böhlke & Brito, 1987
- Gymnothorax baranesi Smith, Brokovich & Einbinder, 2008
- Gymnothorax bathyphilus Randall & McCosker, 1975
- Gymnothorax berndti Snyder, 1904
- Gymnothorax breedeni McCosker & Randall, 1977
- Gymnothorax buroensis (Bleeker, 1857)
- Gymnothorax castaneus (Jordan & Gilbert, 1883)
- Gymnothorax castlei Böhlke & Randall, 1999
- Gymnothorax cephalospilus Böhlke & McCosker, 2001
- Gymnothorax chilospilus Bleeker, 1864
- Gymnothorax chlamydatus Snyder, 1908
- Gymnothorax conspersus Poey, 1867
- Gymnothorax cribroris Whitley, 1932
- Gymnothorax davidsmithi McCosker & Randall, 2008
- Gymnothorax dorsalis Seale, 1917
- Gymnothorax dovii (Günther, 1870)
- Gymnothorax elegans Bliss, 1883
- Gymnothorax emmae Prokofiev, 2010
- Gymnothorax enigmaticus McCosker & Randall, 1982
- Gymnothorax equatorialis (Hildebrand, 1946)
- Gymnothorax eurostus (Abbott, 1860)
- Gymnothorax eurygnathos Böhlke, 2001
- Gymnothorax favagineus Bloch & Schneider, 1801
- Gymnothorax fimbriatus (Bennett, 1832)
- Gymnothorax flavimarginatus (Rüppell, 1830)
- Gymnothorax flavoculus (Böhlke & Randall, 1996)
- Gymnothorax formosus Bleeker, 1864
- zöld muréna (Gymnothorax funebris) Ranzani, 1839
- Gymnothorax fuscomaculatus (Schultz, 1953)
- Gymnothorax gracilicauda Jenkins, 1903
- Gymnothorax griseus (Lacepède, 1803)
- Gymnothorax hansi Heemstra, 2004
- Gymnothorax hepaticus (Rüppell, 1830)
- Gymnothorax herrei Beebe & Tee-Van, 1933
- Gymnothorax hubbsi Böhlke & Böhlke, 1977
- Gymnothorax intesi (Fourmanoir & Rivaton, 1979)
- Gymnothorax isingteena (Richardson, 1845)
- jávai szirti muréna vagy fekete muréna (Gymnothorax javanicus) (Bleeker, 1859)
- Gymnothorax johnsoni (Smith, 1962)
- Gymnothorax kidako (Temminck & Schlegel, 1846)
- Gymnothorax kolpos Böhlke & Böhlke, 1980
- Gymnothorax kontodontos Böhlke, 2000
- Gymnothorax longinquus (Whitley, 1948)
- Gymnothorax maderensis (Johnson, 1862)
- Gymnothorax mareei Poll, 1953
- Gymnothorax margaritophorus Bleeker, 1864
- Gymnothorax marshallensis (Schultz, 1953)
- Gymnothorax mccoskeri Smith & Böhlke, 1997
- Gymnothorax megaspilus Böhlke & Randall, 1995
- Gymnothorax melanosomatus Loh, Shao & Chen, 2011
- Gymnothorax melatremus Schultz, 1953
- Gymnothorax meleagris (Shaw, 1795)
- Gymnothorax microspila (Günther, 1870)
- Gymnothorax microstictus Böhlke, 2000
- Gymnothorax miliaris (Kaup, 1856)
- Gymnothorax minor (Temminck & Schlegel, 1846)
- Gymnothorax moluccensis (Bleeker, 1864)
- Gymnothorax monochrous (Bleeker, 1856)
- Gymnothorax monostigma (Regan, 1909)
- Gymnothorax mordax (Ayres, 1859)
- Gymnothorax moringa (Cuvier, 1829)
- Gymnothorax nasuta de Buen, 1961
- Gymnothorax neglectus Tanaka, 1911
- Gymnothorax nigromarginatus (Girard, 1858)
- Gymnothorax niphostigmus Chen, Shao & Chen, 1996
- Gymnothorax nubilus (Richardson, 1848)
- Gymnothorax nudivomer (Günther, 1867)
- Gymnothorax nuttingi Snyder, 1904
- Gymnothorax obesus (Whitley, 1932)
- Gymnothorax ocellatus Agassiz, 1831
- Gymnothorax panamensis (Steindachner, 1876)
- Gymnothorax parini Collette, Smith & Böhlke, 1991
- Gymnothorax phalarus Bussing, 1998
- Gymnothorax phasmatodes (Smith, 1962)
- Gymnothorax philippinus Jordan & Seale, 1907
- Gymnothorax pictus (Ahl, 1789)
- Gymnothorax pikei Bliss, 1883
- Gymnothorax pindae Smith, 1962
- Gymnothorax polygonius Poey, 1875
- Gymnothorax polyspondylus Böhlke & Randall, 2000
- Gymnothorax polyuranodon (Bleeker, 1854)
- Gymnothorax porphyreus (Guichenot, 1848)
- Gymnothorax prasinus (Richardson, 1848)
- Gymnothorax prionodon Ogilby, 1895
- Gymnothorax prismodon Böhlke & Randall, 2000
- Gymnothorax prolatus Sasaki & Amaoka, 1991
- Gymnothorax pseudoherrei Böhlke, 2000
- Gymnothorax pseudothyrsoideus (Bleeker, 1853)
- Gymnothorax punctatofasciatus Bleeker, 1863
- Gymnothorax punctatus Bloch & Schneider, 1801
- Gymnothorax randalli Smith & Böhlke, 1997
- Gymnothorax reevesii (Richardson, 1845)
- Gymnothorax reticularis Bloch, 1795 - típusfaj
- Gymnothorax richardsonii (Bleeker, 1852)
- Gymnothorax robinsi Böhlke, 1997
- Gymnothorax rueppellii (McClelland, 1844)
- Gymnothorax sagenodeta (Richardson, 1848)
- Gymnothorax sagmacephalus Böhlke, 1997
- Gymnothorax saxicola Jordan & Davis, 1891
- Gymnothorax serratidens (Hildebrand & Barton, 1949)
- Gymnothorax shaoi Chen & Loh, 2007
- Gymnothorax sokotrensis Kotthaus, 1968
- Gymnothorax steindachneri Jordan & Evermann, 1903
- Gymnothorax taiwanensis Chen, Loh & Shao, 2008
- Gymnothorax thyrsoideus (Richardson, 1845)
- Gymnothorax tile (Hamilton, 1822)
- Gymnothorax undulatus (Lacepède, 1803)
- Gymnothorax unicolor (Delaroche, 1809)
- Gymnothorax vagrans (Seale, 1917)
- Gymnothorax verrilli (Jordan & Gilbert, 1883)
- Gymnothorax vicinus (Castelnau, 1855)
- Gymnothorax zonipectis Seale, 1906
- Gymnothorax walvisensis Prokofiev, 2009
- Gymnothorax woodwardi McCulloch, 1912
- Gymnothorax ypsilon Hatooka & Randall, 1992